# 3008 Нодзірі
3008 Нодзірі (3008 Nojiri) — астероїд головного поясу, відкритий 17 листопада 1938 року.
Тіссеранів параметр щодо Юпітера — 3,186.
Названо на честь Нодзірі (яп. のじり(野尻) нодзірі)